# Atsukawa Norimasa
Norimasa Atsukawa (sinh ngày 31 tháng 5 năm 1995) là một cầu thủ bóng đá người Nhật Bản.

## Sự nghiệp câu lạc bộ
Norimasa Atsukawa đã từng chơi cho Azul Claro Numazu.